# L'Aventure Michelin
L'Aventure Michelin est un musée français consacré au groupe Michelin situé à Clermont-Ferrand.
Inauguré le 23 janvier 2009, il raconte sur 2 000 m2 l'histoire, le patrimoine et les produits industriels du groupe. Il présente notamment la voiture de 1895 L'Éclair, un avion de la Première Guerre mondiale Breguet 14 ou encore une micheline.
Le musée accueille 100 000 visiteurs en 2019.